# Pierre Ladoué
Pierre Edmond Ladoué, né le 21 juillet 1881 à Bassou où il est mort le 12 mai 1973, est un inspecteur général des Beaux-Arts, conservateur des musées nationaux français.
Ancien combattant de la Première Guerre mondiale, auteur de romans et poèmes, il assure la conservation en chef du château de Versailles et organise la protection du domaine et du musée à l'arrivée des troupes d'Occupation.

## Biographie
Fils de vigneron, il mène des études qu'il poursuit jusqu'au pour le doctorat ès-lettres à la faculté des lettres de l’Université de Paris, en 1912, avec une thèse sur Charles Millevoye. Mobilisé au début de la Première Guerre mondiale, sa conduite lui vaut de recevoir l'insigne de chevalier dans l'ordre de la Légion d'honneur.
En 1918, l’Académie française lui décerne le prix Montyon pour Ceux de là-haut ! et en 1927, le prix de Jouy pour Vincent Tharoiseau.
En 1930, il est nommé conservateur-adjoint au musée du Luxembourg, à Paris, poste qu'il occupe jusqu'en 1938. À cette occasion, il établit le catalogue des peintures et sculptures du musée en collaboration avec le conservateur en chef, Louis Hautecœur.
Parallèlement, de 1934 à 1932, il exerce l'activité de directeur rédacteur en chef de la revue Le Dessin, « revue d'art, d'éducation et d'enseignement » qui compte dix parutions annuelles.
Il devient en 1938 conservateur en chef et administrateur général du musée de Versailles en remplacement de Gaston Brière, admis à faire valoir ses droits à la retraite. Cette situation l'amène à devoir gérer l'arrivée des troupes allemandes après l'armistice du 22 juin 1940 et la réquisition prévue du palais. Pierre Ladoué arrive cependant à empêcher cette installation.
Il ne peut néanmoins éviter la venue quotidienne des SS dont certains « jouent en slip au ballon dans la Galerie des Glaces » et d'autres « s'amusent à coucher dans le lit de parade de Louis XIV ». Pierre Ladoué est à l'époque seul gardien du domaine, où ne restent avec lui, depuis le 13 juin 1940, plus que trois jardiniers. Ces préoccupations de première nécessité et le temps très court qu'il passe à Versailles expliquent, selon Gérald Van der Kemp, que Pierre Ladoué n'y a fait aucun nouvel agencement ni imposé sa marque.
En 1941, à la demande du régime de Vichy, il quitte Versailles pour assurer le poste d'Inspecteur général des Beaux-Arts et la conservation en chef du musée national d'Art moderne, à la suite de la destitution de son titulaire, Jean Cassou. Il conserve ces fonctions jusqu'à la fin de la guerre, en 1944.
Plus soucieux de la protection des œuvres que de sa propre carrière, Pierre Ladoué accepte, en octobre 1943, en pleine période de durcissement de l'Occupation, de faire partie du comité d'honneur du Salon de mai, fondé par Gaston Diehl pour s'opposer à l'idéologie artistique nazie et l'interdiction de l'art dégénéré.

## Œuvre littéraire
Auteur prolifique dès avant sa mobilisation en 1914 jusqu'à sa mort, Pierre Ladoué laisse une œuvre abondante et oubliée, dont l'éventail surprenant va du roman populaire à la biographie de saint catholique en passant par la monographie historique et les paroles de chanson. Certaines de ses poésies ont été mises en musique par la compositrice Hedwige Chrétien (dont la plupart des manuscrits sont conservés à l'université du Michigan).
Ancien combattant de 1914-1918, il est au nombre des quatre-vingts fondateurs de l'Association des écrivains combattants, le 29 juin 1919.
Son seul ouvrage encore parfois mentionné aujourd'hui — pour son intérêt historique — reste son livre sur Versailles pendant l'Occupation, Et Versailles fut sauvegardé : souvenirs d'un conservateur, 1939-1941, publié en 1960. On peut également citer sa monographie sur Auguste Raffet et une bibliographie (463 items) des ouvrages panégyriques consacrés à Louis XVI et Marie-Antoinette.
Tout aussi variées, les collaborations multiples de Pierre Ladoué à des périodiques mêlent des nouvelles fantastiques publiées par Je sais tout (« Le mystère de l’île St Louis », no 170, daté janvier 1920) à des essais philosophiques pour la revue Étvdes ou des articles scientifiques pour le Bulletin des Musées de France ou la revue d'art Arca.
À l'occasion, ce conservateur en chef des monuments nationaux a également rédigé des plaquettes pour la communication des laboratoires pharmaceutiques Chantereau.

## Publications partielles
- Les Panégyristes de Louis XVI et de Marie-Antoinette, 1793-1912, Paris, Alphonse Picard et fils, 1912[12]
- Ceux de « là-haut » hier et aujourd’hui — demain : récits et impressions d'un combattant, Paris, Perrin, 1917, xi-146, 18 cm (lire en ligne). — Après une blessure et une longue hospitalisation, l’auteur rejoignit le 46e RI le 19 août 1915. Il y resta jusqu’à la fin de la guerre. Universitaire et écrivain, il a laissé un volume d’impressions que Jean Norton Cru juge « parfaitement creux. » Témoins, p. 336-337, lire en ligne.
- Raffet, un peintre de l'épopée française, Paris, Albin-Michel, 1946, 188 p.
- Saint-Martin de Tours, Marseille, Publiroc, 1930, 252 p.
- Le treizième apôtre : Saint Martin de Tours, Paris, Mame, 1959, 194 p.
- Pour la beauté de la maison De Dieu, Paris, éditions Spes, 1954, 91 p.
- Sculpteur d'âme, Paris, Firmin-Didot, 1930, 204 p.
- Clochers, J. de Gigord, 1950, 183 p.
- Clochers, Paris, A. Rédier, 11, rue de Sèvres, 1929, 251 p.
- Georges Desvallières, peintre et apôtre, Foyer Notre-Dame, Coll. « Convertis du XXe siècle », 12, Bruxelles, 1952.
- Saint Jean-Marie Vianney, Paris, Éditions Franciscaines, 1943, 72 p.
- Un relais sur la route Bassou : Du char antique au car moderne, Auxerre, Imprimerie moderne, 1953, 23 p.
- Musée national du Luxembourg, catalogue des peintures et sculptures (avec Louis Hautecœur), Paris, Musées Nationaux, Palais du Louvre, 1931
- Un nuage passa, Paris, Nelson, 1928, 282 p.
- Le chêne qui parle, Éditions de Gigord, 1934
- Un précurseur du romantisme : Millevoye (1782-1816) essai d’histoire littéraire, Thèse pour le doctorat es-lettres présentée à la faculté des lettres de l'Université de Paris Paris, Perrin, 1912, xvi-413 p., 21 cm (OCLC 2328184, lire en ligne).
- Les Mystères du rosaire, Paris, Desclée de Brouwer, 1954, 32 p.
- Le Sculpteur Pierre Vigoureux, Paris, Éditions de l'Artisan, 1946, 20 p.
- La Fontaine au charme, roman, Paris, Le Gémeaux, 1921, 167 p.
- Et Versailles fut sauvegardé : souvenirs d'un conservateur, 1939-1941, Paris, Henri Lefebvre, 1960, 101 p.